# Jaroslav Fragner

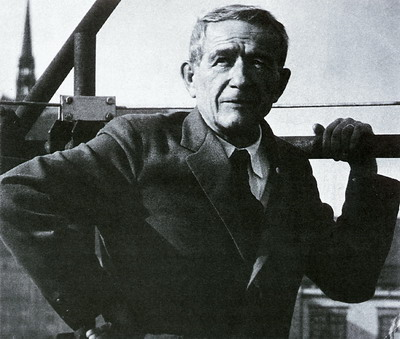
Jaroslav Fragner

Jaroslav Fragner (* 25. Dezember 1898 in Prag; † 3. Januar 1967 ebenda) war ein tschechischer Architekt des Funktionalismus.

## Leben
Fragner studierte von 1917 bis 1922 an der Tschechischen Technischen Universität Prag. Im Jahre 1923 schloss er sich der Avantgardegruppe Devětsil an. Sein erstes realisiertes Projekt war im Jahre 1928 der Pavillon der Säuglingsstation des Krankenhauses von Mukačevo. 1927 lieferte er Pläne für eine Gartenstadt in Barrandov, die nicht umgesetzt wurden. Im Jahre 1928 begann der Bau des Gymnasiums in Český Těšín.
Zu den Schwerpunkten seines Wirkens gehörten die Städte Kolín und Prag. In Kolín entwarf er das 1932 errichtete Wärmekraftwerk für ESSO, einen zweistöckigen Verkaufspavillon für das Unternehmen Tatra sowie Wohngebäude. Auf der Grundlage eines Barrandover Entwurfes gestaltete er zwischen 1931 und 1933 Gartenstadtsiedlungen in Kostelec nad Černými Lesy und Nespeky. 1931 trat Fragner dem Künstlerverein Mánes bei. In den Jahren 1934 bis 1935 setzte er seine Studien bei Josef Gočár an der Akademie der Bildenden Künste, Prag fort. Anschließend unternahm er 1935 zusammen mit Adolf Hoffmeister eine Studienreise in die Vereinigten Staaten. Gemeinsam mit Vincenc Makovský schuf er 1937 einen Brunnen in Mělník und im Jahre darauf vier Denkmäler für Tomáš Garrigue Masaryk in Olmütz, Libochovice, Brünn und Bystřice nad Pernštejnem. 1938 erbaute er den Sitz der Merkur-Versicherung in Prag. Zwischen 1940 und 1944 entstand nach seinen Plänen das Verwaltungsgebäude der ESSO in Kolín.
Seit dem Ende der 1930er Jahre setzte er seinen neuen Schwerpunkt in der Restaurierung historischer Denkmäler. Er wirkte an der Prager Burg und leitete nach dem Zweiten Weltkrieg den Wiederaufbau des Prager Collegium Carolinum und von 1949 bis 1953 den Wiederaufbau der Bethlehemskapelle in der Prager Altstadt. Ab 1949 lehrte er als Professor an der Akademie der Bildenden Künste in Prag. Fragner war ab 1949 auch für das staatliche Großprojektierungsunternehmen Stavoprojekt tätig.
Unweit der Bethlehemskapelle wird der Architekt durch die Jaroslav-Fragner-Galerie gewürdigt.